# Albert Ernest Radford
Albert Ernest Radford ( * 25 de enero de 1918 – 12 de abril de 2006 ) fue un botánico estadounidense, activo en la "Región Sudeste de Estados Unidos. Se hizo conocido por su obra como autor sénior de Manual of the Vascular Flora of the Carolinas, la flora definitiva de Carolina del Norte y Carolina del Sur.

## Biografía
Nace en Augusta, Georgia de Albert y Eloise Moseley, uno de nueve hermanos. Se educa en el "Junior College de Augusta", Furman University (B.S., en 1939) y en la University of North Carolina at Chapel Hill su Ph.D. en 1948. Sirvió en el 51.er Batallón de Ingenieros de Combate del Ejército de EE. UU. durante la Segunda Guerra Mundial, y tomó acción en el norte de África y en Europa, incluyendo la batalla de las Ardenas.
Casado en 1941), con Laurie Stewart (1910–2004), tuvieron tres hijos, David, John, y Linda.
Albert fue profesor de Botánica en la Universidad de Carolina del Norte, en Chapel Hill por cuarenta años y director del Herbario de esa Universidad por 23 años.
Profesionalmente, se desempeñó como presidente de la Sociedad Científica Elisha Mitchell, y del Club Botánico del Sur de los Apalaches. Además de su obra académica en Botánica, fue activo en la conservación de áreas naturales de la Región Sudeste de los Estados Unidos. Uno de sus más fecundos y significativos desarrollos fue el descubrimiento de una inusual comunidad botánica que está siendo protegida como Steven's Creek Heritage Preserve.

## Algunas publicaciones
- Albert Radford, H.E. Ahles, C. R. Bell. 1968. Manual of the Vascular Flora of the Carolinas. Chapel Hill, North Carolina: University of North Carolina Press. ISBN 0-8078-1087-8
- Vascular Plant Systematics. 1974. New York: Harper and Row.
- Fundamentals of Plant Systematics. 1986. New York: Harper & Row. ISBN 0-06-350594-0
- Natural Heritage: Classification, Inventory, and Information. 1981. Chapel Hill, North Carolina: University of North Carolina Press. ISBN 0-8078-1463-6
- Unbroken Line: the 51st Engineer Combat Battalion from Normandy to Munich. 2002; con Laurie S. Radford y John S. Radford. CrossMountain Publishing, Woodside, CA. ISBN 0-9717638-0-1

- La abreviatura «Radford» se emplea para indicar a Albert Ernest Radford como autoridad en la descripción y clasificación científica de los vegetales.[1]